# منلی ویل
منلی ویل (به انگلیسی: Manly Vale) یک حومه شهر در استرالیا است که در نیو ساوت ولز واقع شده‌است.